# U-Bahn-Station Gumpendorfer Straße
Gumpendorfer Straße is een metrostation in het district Mariahilf van de Oostenrijkse hoofdstad Wenen. Het station werd geopend op 1 juni 1898 en wordt bediend door lijn U6.

## Stadtbahn
In 1892 werd besloten tot de aanleg van de Stadtbahn met vier lijnen met stoomtractie, waaronder de Gürtellinie. De stations aan deze lijn kwamen op de plaatsen van de vroegere stadspoorten in de voormalige vestingwerken. In de ontwerpfase werden de namen Gumpendorf en Gumpendorfer Linie gebruikt voordat de naam Gumpendorfer Straße  werd gekozen. Het station werd ontworpen door Otto Wagner in opdracht van de Commission für Verkehrsanlagen in Wien en werd opgeleverd in juli 1896. De opening van het station was op 1 juni 1898 toen het reizigersverkeer op de lijn van start ging. Na de Eerste Wereldoorlog werden vier lijnen van de Stadtbahn, waaronder de Gürtellinie, door de stad Wenen overgenomen. De stad besloot tot elektrificatie van de Stadtbahn en legde vlak ten noorden van het station een verbindingsspoor aan tussen de tram en de Gürtellinie. Vanaf 1925 werd dit verbindingsspoor gebruikt door lijn 18G die tussen Heiligenstadt en Gumpendorfer Straße de Gürtellinie gebruikte en ten zuiden van Gumpendorfer Straße over straat van en naar het Süd- en Ostbahnhof.
Na de anschluss in 1938 werd overgeschakeld van links op rechtsverkeer, wat niet werd doorgevoerd op de Stadtbahn, met als gevolg dat de tramsporen bij de Gumpendorfer Straße geschikt gemaakt moesten worden om een wisseling van spoor dit mogelijk te maken. De verbindingssporen werden op 19 februari 1945 voor het laatst in de reguliere dienst gebruikt en daarna nog af en toe voor bouwtreinen. Op 2 augustus 1965 werd het seinhuis voor de bediening van deze verbinding gesloten en kort daarna werden de verbindingssporen opgebroken. Alleen aan de westzijde van de sporen zijn nog restanten van deze verbinding te vinden en de plek wordt nu gebruikt als opslagterrein. Een vergelijkbare verbinding tussen tram en Stadtbahn was ook gepland bij Hietzing maar niet uitgevoerd. Michelbeuern kende ook een verbindingsspoor dat in normale dienst echter alleen gebruikt werd voor een eindlus voor de diensten op de Gürtellinie.

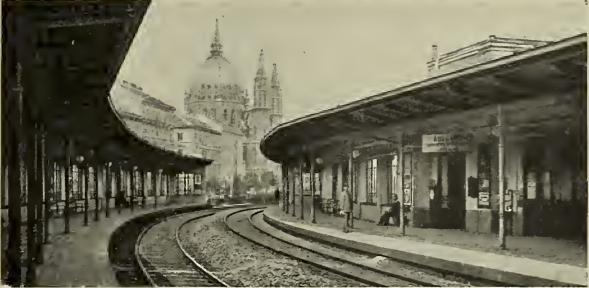
Het station in 1905.
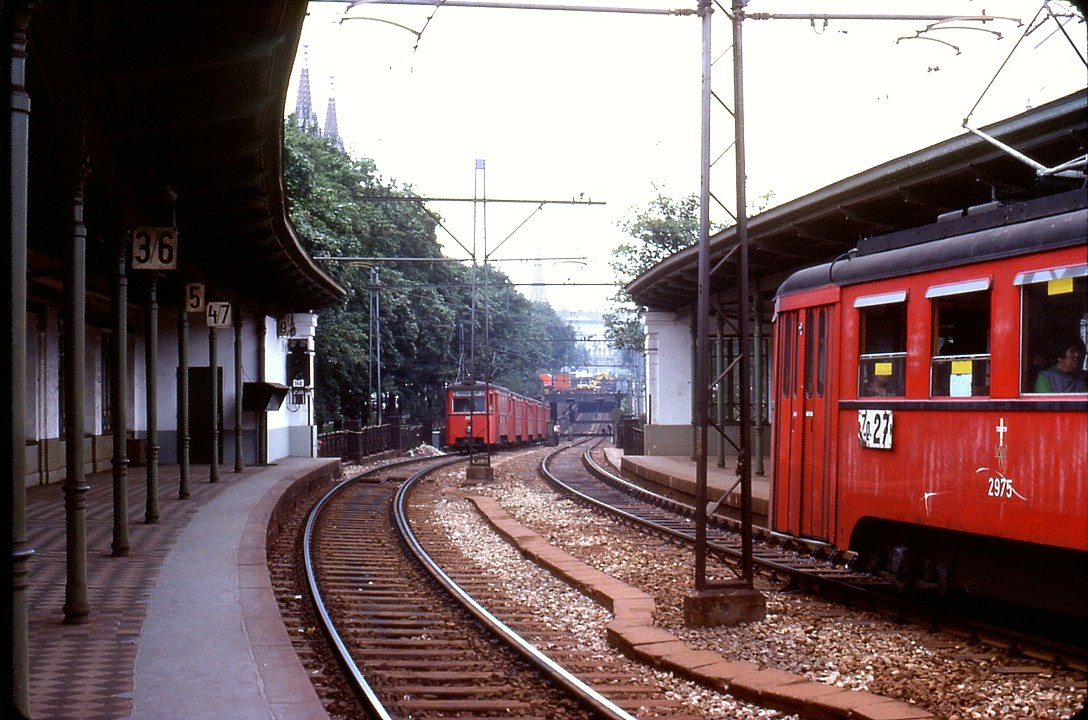
Sneltrams van de Stadtbahn op 26 juli 1979 in het station.

## Metro
Op 26 januari 1968 werd besloten om een metronet aan te leggen de nadere uitwerking van het metronet, de netzvariante M uit 1970 was het station opgenomen onder de naam Raimundtheater als onderdeel van de U6 die de Gürtelinie zou vervangen. 
De bouw van de U-Bahn begon in 1969 eerst met andere lijnen en pas in 1985 ging de ombouw van de Gürtellinie van start. Op 15 april 1985 werd Gumpendorfer Straße het zuidelijke eindpunt van de lijn omdat in het kader van de bouw van het zuidelijke overstapstation tussen de U4 en de U6, Längenfeldgasse, de oostelijk oprit van de Otto Wagnerbrücke werd verlegd.  
Vanaf 15 april 1985 tot de opening van de U6 op 7 oktober 1989 werd alleen het oostelijke spoor gebruikt en was boven het westelijke spoor een tijdelijk houten perron gelegd zodat de reizigersstroom volgens de Spaanse methode kon worden afgewikkeld. In 2006 en 2007 werd groot onderhoud uitgevoerd waarbij het station ook rolstoeltoegankelijk werd. De doorgang onder de noordkant van de perrons werd gesloten en de kiosk aldaar werd gesloopt.

## Ligging en inrichting
Het station ligt in de middenberm van de Mariahilfer Gürtel op de noordhelling van het Wiendal en is een van de weinige Weense metrostations met gebogen perrons. De lijn loopt aan de hoger gelegen kant in het noorden verder in een tunnelbak en aan de lager gelegen zuidkant komt ze uit op de Otto Wagnerbrug over de Wien. Het station is genoemd naar een zijstraat van de Gürtel die genoemd is naar de vroegere voorstad Gumpendorf. Het station is net als de perrons gebogen en ligt tussen de Gebrüder-Lang-Gasse en de Sechshauser Straße. De gevels zijn opgesierd met ornamenten van de hand van Jože Plečnik, een leerling van Otto Wagner. De toegangen, zowel aan de west als oostkant van het stationsgebouw aan de zuidkant van de perrons, hebben groen geschilderde klapdeuren en zijn vanaf de straat met trappetjes en hellingbanen bereikbaar. Vanuit de stationshal zin trappenhuizen en liften naar de perrons. De tramhaltes van de lijn 6 en 18 liggen aan de oostzijde van  het station en onder de brug aan de zuidkant is de halte van bus 57A tevinden. Het station geldt als draaischijf van het drugsmilieu. In de buurt van het station is de Aidshilfe Wien gevestigd alsmede het Raimundtheater dat ook wordt gemeld in de stationsaankondigen in de metro.

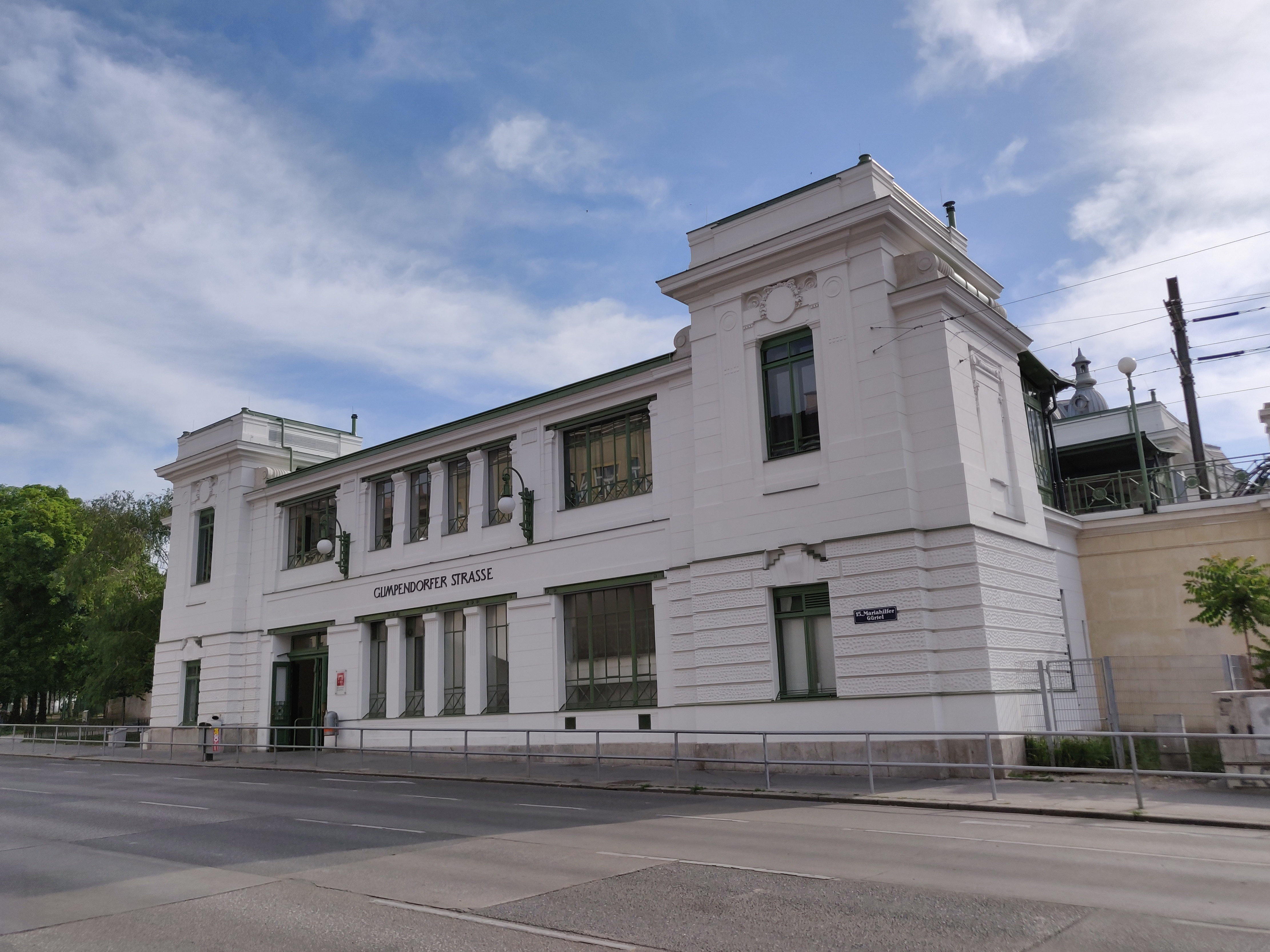
De westgevel van het station.
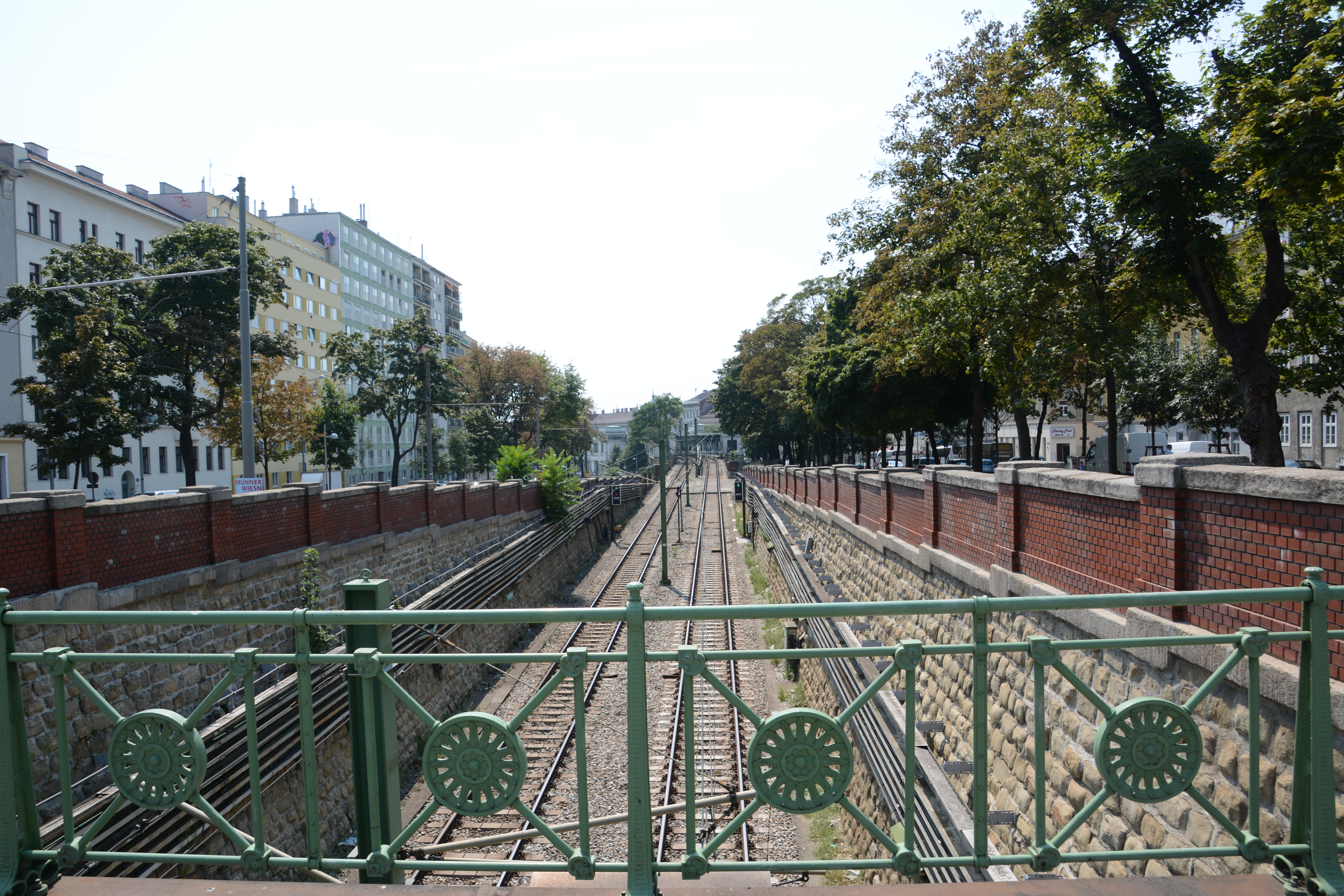
De overgang in de tunnelbak aan de noordkant.
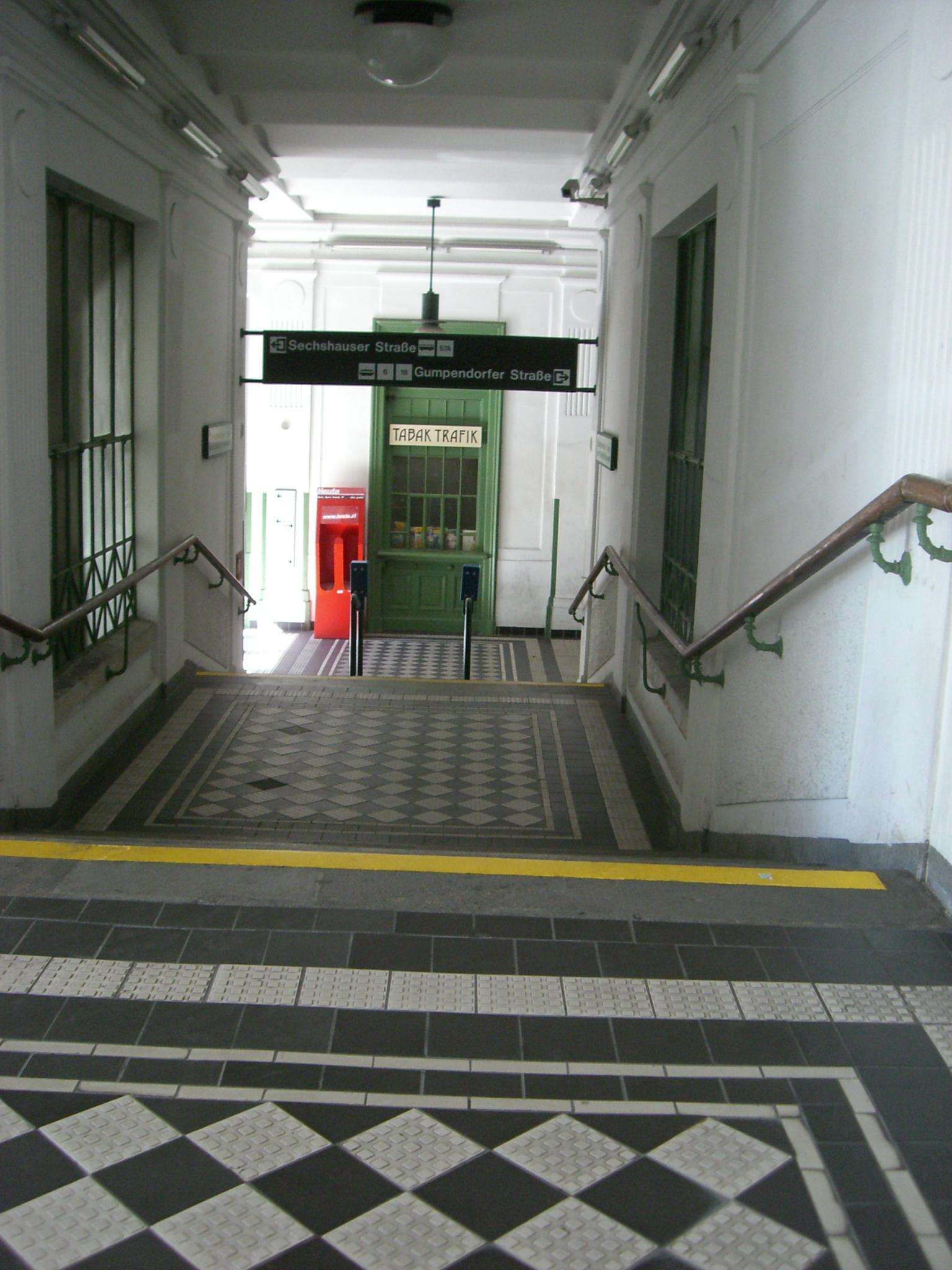
Het westelijke trappenhuis.